# Bamboebrug over de Cijulang-rivier

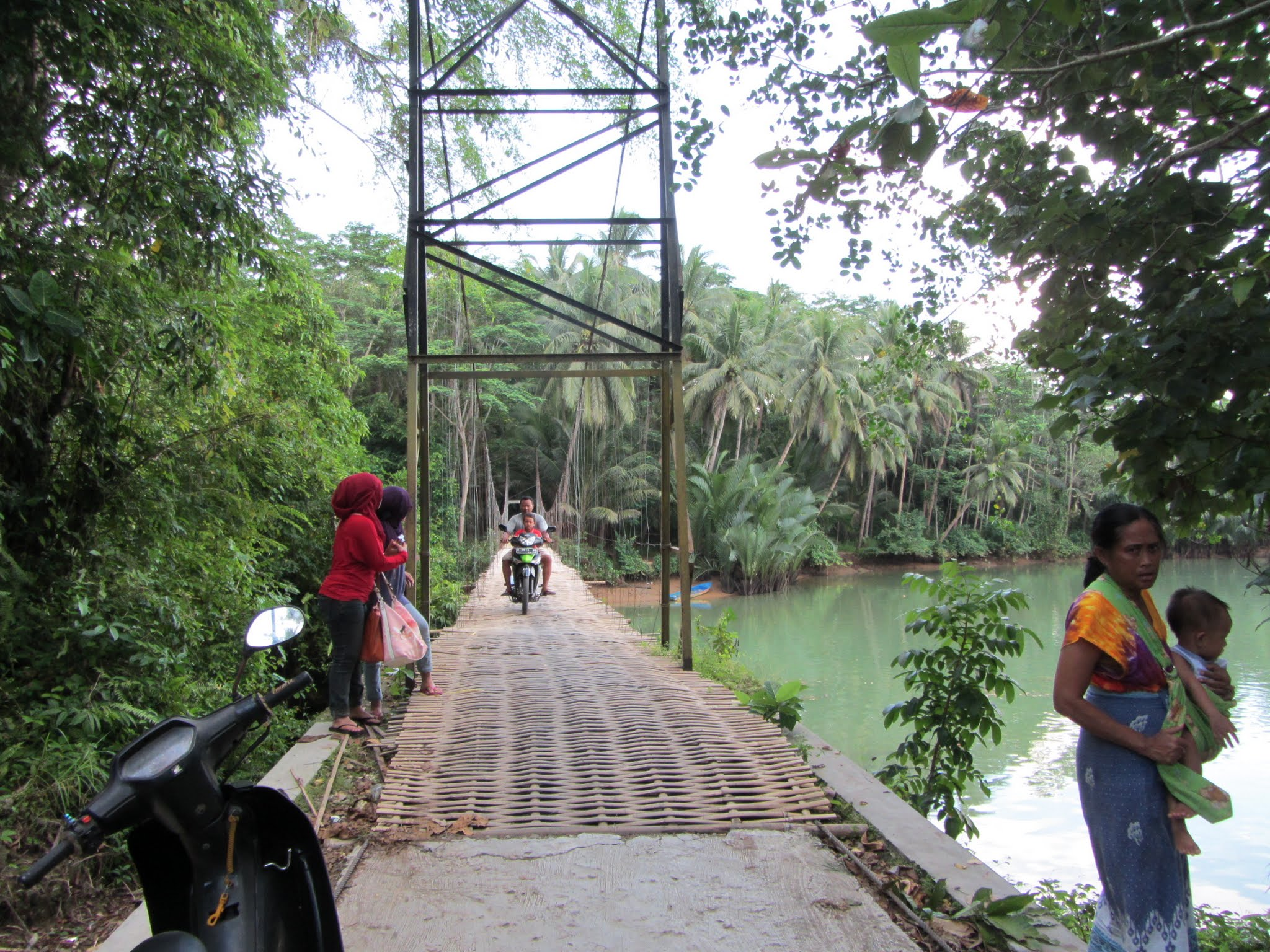
Sasak Gantung hangbrug bij Batukaras in 2013

De bamboebrug over de Cijulang-rivier (Sasak Gantung) was een hangbrug van bamboe bedoeld voor voetgangers en (gemotoriseerde) tweewielers bij het dorp Batukaras nabij de Indonesische Green Canyon. Oorspronkelijk was de Simpay Asih Brug, of zoals de lokale bevolking het noemt, een sasak gantung (hangende brug), gemaakt van 60 meter gevlochten bamboe met ijzeren palen ter ondersteuning. 
De brug die bewoners en toeristen op weg naar de toeristische attractie Batukaras brengt, was meer dan 50 jaar oud en werd in 2022 vervangen door eenzelfde type hangbrug maar met metalen platen en een sterkere hangbrugconstructie. De vernieuwde brug werd op 9 juni 2022 geopend door plaatsvervangend stafchef van het leger (KSAD), luitenant-generaal Agus Subiyanto. Er moet een klein bedrag worden betaald om van de smalle brug gebruik te maken.